# Pampadromaeus
Pampadromaeus (лат.) — род растительноядных динозавров из подотряда завроподоморф, живших во время триасового периода. Ископаемые остатки найдены на территории штата Риу-Гранди-ду-Сул в Бразилии. Pampadromaeus является одним из старейших известных динозавров. Ископаемое животное показывает основные черты, присущие первым зауроподоморфам и близкородственным им тероподам, тем самым обеспечивая важную информацию о ранней эволюции ящеротазовых динозавров. Типовой и единственный вид — Pampadromaeus barberenai.
Окаменелости динозавра были найдены в начале XXI века в местонахождении Варзея-ду-Агуду (порт. Várzea do Agudo), в двух километрах к западу от города Агуду. В 2006 году материал был окончательно подготовлен для его дальнейшего изучения. Научное название и описание таксона вышло в 2011 году в журнале "Naturwissenschaften". В изучении нового вида принимали участие Серджио Кабрейра, Сезар Шульц, Джонатан Биттенкур, Марина Соареш, Даниэль Фортье, Лусио Сильва и Макс Лангер. Название рода происходит от языка племени кечуа pampa — пампасы, ссылаясь на пейзаж местности Риу-Гранде-ду-Сул и др.-греч. δρομεύς (dromeus) — «бегун». Видовое название дано в честь бразильского палеонтолога Марио Косты Барберены (Mário Costa Barberena).
Голотип, ULBRA-PVT016, был найден в отложениях геологических пород Алемоа (Alemoa Member) формации Санта Мария (англ. Santa Maria Formation), датирующихся концом карнийского века, около 230—228 миллионов лет. Он состоит из частичного скелета с черепом, извлеченный в едином каменном блоке. Образец является частью коллекции Музея естественных наук Лютеранского университета Бразилии в городе Каноас.
Pampadromaeus представляет собой небольшого (1,5 метра) двуногого (по способу передвижения) динозавра с относительно длинной шеей. В результате точного кладистического анализа вид был определён как примитивный представитель подотряда завроподоморф.